# 石仲元
石仲元，字庆宗，号为桂华子，五代十国南汉人物。
南汉后主时居住在桂州七星山，作诗句：“石压笋斜出，岸悬花倒生”。杨徽之守湘源，非常欣赏石仲元。石仲元临终作诗“地连锦野东西去，水接朱川次第来”，说明自己有生之患，荣谢当然。他的诗作三百余篇，让弟子传世。